# 田中盧博鮗
田中盧博鮗，為輻鰭魚綱鱸形目鱸亞目擬雀鯛科的其中一種，分布於西北太平洋琉球群島至菲律賓海域，深度20-70公尺，背鰭硬棘2枚;背鰭軟條26-27枚;臀鰭硬棘2枚;臀鰭軟條15-16枚，為熱帶海水魚，棲息在珊瑚礁區，生活習性不明。

## 擴展閱讀
維基物種上的相關：田中盧博鮗